# Fuente el Olmo de Íscar
Fuente el Olmo de Íscar är en kommun i Spanien.   Den ligger i provinsen Provincia de Segovia och regionen Kastilien och Leon, i den centrala delen av landet, 120 km nordväst om huvudstaden Madrid. Arean är 7,0 kvadratkilometer.
Terrängen i Fuente el Olmo de Íscar är mycket platt.